# L'uomo delle castagne (serie televisiva)
L'uomo delle castagne (Kastanjemanden) è una miniserie televisiva danese in sei episodi basata sul romanzo omonimo di Søren Sveistrup, e pubblicata in tutto il mondo sulla piattaforma streaming Netflix il 29 settembre 2021.

## Trama
La serie si apre con la scoperta dell'omicidio di un'intera famiglia in una fattoria isolata nel 1987.
Più di trent'anni dopo, nell'odierna Copenaghen, una giovane donna viene trovata uccisa in un parco giochi senza una delle sue mani. La detective Naia Thulin viene assegnata al caso. Thulin e Mark Hess, un altro detective, notano una minuscola statuetta fatta di castagne che giace accanto al corpo. Una misteriosa prova viene presto scoperta sull'uomo delle castagne: l'impronta digitale di una ragazza scomparsa, la figlia della politica Rosa Hartung.

## Episodi
| nº | Titolo originale | Titolo italiano | Pubblicazione     |
| -- | ---------------- | --------------- | ----------------- |
| 1  | Episode 1        | Episodio 1      | 29 settembre 2021 |
| 2  | Episode 2        | Episodio 2      | 29 settembre 2021 |
| 3  | Episode 3        | Episodio 3      | 29 settembre 2021 |
| 4  | Episode 4        | Episodio 4      | 29 settembre 2021 |
| 5  | Episode 5        | Episodio 5      | 29 settembre 2021 |
| 6  | Episode 6        | Episodio 6      | 29 settembre 2021 |

## Personaggi e interpreti
- Naia Thulin, interpretata da Danica Curcic, doppiata da Benedetta Degli Innocenti.
- Mark Hess, interpretato da Mikkel Boe Følsgaard, doppiato da Gabriele Sabatini.
- Rosa Hartung, intrepretata da Iben Dorner, doppiata da Eleonora De Angelis.
Ministro danese degli Affari sociali, la cui figlia Kristine è scomparsa.
- Steen Hartung, interpretato da Esben Dalsgaard, doppiato da Andrea Lavagnino.
Marito di Rosa.
- Simon Genz, interpretato da David Dencik, doppiato da Daniele Raffaeli.
Operatore forense della polizia di Copenhagen.
- Nylander, interpretato da Lars Ranthe, doppiato da Alberto Bognanni.
- Le Thulin, interpretata da Liva Forsberg, doppiata da Ilaria Pellicone.
- Gustav Hartung, interpretato da Louis Næss-Schmidt.
- Nehru, interpretato da Ali Kazim.

## Accoglienza
Sull'aggregatore Rotten Tomatoes la serie è stata valutata positivamente dal 100% delle critiche professionali registrate, con un voto medio di 9 su 10.